# Golman Pierre
Golman Pierre   (Haití, 21 de febrer de 1971) fou un futbolista haitià de la dècada de 1990.
Fou 35 cops internacional amb la selecció d'Haití.
Pel que fa a clubs, destacà a FICA.